# Filiberto Ntutumu Nguema
Filiberto Ntutumu Nguema Nchama es un político y académico ecuatoguineano, actual rector de la Universidad Nacional de Guinea Ecuatorial (UNGE).

## Biografía
Es hijo de Francisco Macías Nguema, primer Presidente de Guinea Ecuatorial. Nació en la ciudad de Mengomeyén. Estudió Ingeniería Civil en la Unión Soviética.
Se desempeñó como profesor y Director del Instituto Rey Malabo. Fue Secretario General en el Ministerio de Educación y Ciencia.
El 26 de febrero de 2001 fue nombrado Viceministro de Educación y Ciencia.
El 11 de febrero de 2003 fue nombrado Secretario General del Partido Democrático de Guinea Ecuatorial (PDGE) en sustitución de Agustín Nze Nfumu. En el plano empresarial, se desempeñó como Director Nacional de Geproyectos.
Fue nombrado Director de la Campana del PDGE para las elecciones presidenciales de 2009.
En 2010 dejó la secretaría general del PDGE en manos de Lucas Nguema Esono y se le nombró ministro de Educación y Ciencias. En este cargo causó polémica al retener en el país a un grupo de estudiantes guineanos que se disponían a viajar a España para hacer uso de las becas universitarias concedidas por el ministro de Asuntos Exteriores y Cooperación del país, Miguel Ángel Moratinos. Supuestamente, Ntutumu Nguema buscaba disponer personalmente de aquellas becas para favorecer a los hijos de los dirigentes del régimen de Teodoro Obiang Nguema. Finalmente fue destituido y se le nombró Embajador de Guinea Ecuatorial en Rusia.
El 9 de abril de 2015 fue nombrado rector de la Universidad Nacional de Guinea Ecuatorial (UNGE).